# Яковлев, Иван Яковлевич (архитектор)
Иван Яковлевич Яковлев (1728—1783) — русский архитектор. Ученик А. П. Евлашева. Брат архитекторов Василия и Семёна Яковлевых.

## Биография
Принимал участие в строительстве дворца в Царском Селе, за что в 1754 году был награждён чином архитектуры капитана. С 1757 года работал архитектором при А. П. Евлашеве. С 1760 года — в чине секунд-майора. В 1762 году проектировал постройки к церемонии коронации Екатерины II. С 1763 года — архитектор Коллегии экономии. В 1763 году совместно с архитекторами К. И. Бланком, Д. В. Ухтомским, В. Я. Яковлевым, С. Я. Яковлевым составил план и описание владения А. П. Бестужева-Рюмина в Немецкой слободе. В 1764—1788 годах руководил строительством храма Святой Великомученицы Екатерины в Пернове. В 1780 году принимал участие в осмотре Всехсвятского каменного моста. В 1781 году по проекту Яковлева в Троице-Сергиевой лавре была построена двухэтажная каменная ризница. Под его руководством в 1760-х годах было завершено строительство церкви Климента Папы Римского в Москве. Сохранилось несколько планов, составленных Яковлевым: план дворца в селе Покровском, план двора Б. П. Шереметева и планы двух этажей его палат в Китай-городе на Никольской улице (1760), план и фасад Георгиевского девичьего монастыря (совместно с Г. Г. Бартеневым).
Скончался в Москве 2 апреля 1783 года. Похоронен на кладбище Андроникова монастыря.